# 333076 Claudiamanzoni
333076 Claudiamanzoni è un asteroide della fascia principale. Scoperto nel 2007, presenta un'orbita caratterizzata da un semiasse maggiore pari a 2,584815 UA e da un'eccentricità di 0,067697, inclinata di 4,583522° rispetto all'eclittica.